# Ave verum de Bonis
Pour l’article homonyme, voir Ave verum corpus.
L'Ave verum, op. 166, est une œuvre de Mel Bonis.

## Composition
Mel Bonis compose son Ave verum mais elle ne l'éditera jamais. L'œuvre existe en deux versions : l'une pour soprano, ténor et orgue, l'autre pour chœur et orgue. Cette deuxième version fait l'objet d'une édition posthume par la maison Armiane en 1998.

## Analyse
Le texte de l'Ave verum fait référence à la présence du corps et du sang du Christ dans l'hostie et le vin consacrés. Le texte est en latin, mais la compositrice le traite sur un ton pastoral. L'œuvre présente une modalité qui n'est pas explicite. Guillaume Avocat souligne, dans la cadence finale sur « miserere O Jesu » (mesure 41 à 43), la présence d'un grand mouvement descendant à la basse, commençant en chromatisme avant de finir sur un mode dorien. La couleur modale est notamment donnée par le mouvement par ton à toutes les voix. La cadence finale n'est pas le seul moment de la pièce où on trouve un tel traitement et on retrouve la présence de la modalité dans le traitement des mots « O Jesu dulcis » (mesures 32 à 34).

## Sources
- Étienne Jardin, Mel Bonis (1858-1937) : parcours d'une compositrice de la Belle Époque, 2020 (ISBN 978-2-330-13313-9 et 2-330-13313-8, OCLC 1153996478, lire en ligne)